# Sitana attenboroughii
Sitana attenboroughii es una especie de lagarto del género Sitana que se encuentra en la costa de Kerala en el sur de la India. Esta especie fue descrita en 2018 y está morfológicamente cercana a Sitana visiri, pero tiene un mayor número de escamas ventrales y una papada comparativamente corta pero de colores vivos. La nueva especie de lagarto recibió su nombre de Sir David Attenborough.

## Hábitat y distribución
Esta especie fue identificada en el cinturón costero del distrito de Thiruvanathapuram en Kerala. Es la única especie de lagarto garganta de abanico conocida en el estado. Se encontró en las cercanías de Poovar, en un microhábitat costero único de dunas de arena y pastos espinosos. Como es la única área de la región donde aún permanece este tipo de hábitat, es probable que sea endémica de esta pequeña área. Esto hace que corra un alto riesgo debido a amenazas como el desarrollo turístico y los incendios.